# Дальберг (Бад-Кройцнах)
Дальберг (нем. Dalberg) — община в Германии, в земле Рейнланд-Пфальц. Отсюда происходит славный в истории Вестфалии род Дальбергов.
Входит в состав района Бад-Кройцнах. Подчиняется управлению Рюдесхайм. Население составляет 254 человека (на 31 декабря 2010 года). Занимает площадь 2,30 км².